# QXエディタ
QXエディタ（キューエックスエディタ）は、Microsoft Windows向けのテキストエディタ。

## 概要
他のエディタと比較して、日本語の編集に特化した機能を多く持つため、文筆家などの使用が多いエディタである。
当初はWindows 3.1のバージョンで公開され、現在の最新版はWindows 98以降に対応してある。
通常のテキストエディタが持つほとんどの機能を持つ他、プログラマー向けの機能、テキストファイルでの日本語処理のための各種機能なども持つ。
マクロが可能であるため、多くのマクロが公開されている。
『ワードを捨ててエディタを使おう』（著者：鐸木能光）という専門の解説書がある。

## 特徴
- MDI
- 百メガバイト以上の大きなファイルでも素早く開くことが可能
- 縦書きでの編集、表示に対応
- 原稿用紙風での編集が可能
- 罫線素片などを利用した罫線を簡単に引く事が可能
- マクロが使用可能
- 段組みや禁則処理、ルビなども可能な高度な印刷機能
- キーワードのカラー表示
- 辞書引き機能

## New QX
New QX(QX2)は、QXエディタのリニューアル版である。
2003年4月1日にNewQXの開発を行っている事が公式サイトにて発表され、Unicodeなどの各種文字コードへの対応といった複数の機能や、画面キャプチャも公開された。ただし、エイプリールフールでの発表だったため、真偽のほどはこの時点では不明であった。その後も4月1日に複数の情報が公開された。
2010年4月1日、α版が公開された。予告された機能は一部を除きほとんど実装されている。
QXエディタが持つ機能に加え下記のような特徴がある。
- SDIでの編集も可能に
- 段組み編集
- Unicodeでの処理（U+10000以上の文字も含む）
- アウトライン編集
- 常駐リスト